# Boguszowa
Boguszowa ist eine Ortschaft mit einem Schulzenamt der Gemeinde Chełmiec im Powiat Nowosądecki der Woiwodschaft Kleinpolen, Polen.

## Geographie
Die Nachbarorte sind Januszowa im Westen, Koniuszowa im Norden, Piątkowa im Süden, Paszyn im Osten.

## Geschichte
Im Jahre 1299 erhielt Jan Bogacz von den Klarissen in Stary Sącz 100 Fränkische Lahnen zwischen Zabełcze, Siedlce und Mogilno. In diesem Gebiet entstanden später Boguszowa, Januszowa, Librantowa, Kwieciszowa (jetzt innerhalb der Stadt Nowy Sącz) und Wolfowa/Olchówka (jetzt ein Weiler von Librantowa/Boguszowa). Diese Dörfer wurden geschichtlich eng verbunden. Sie wurden im Jahre 1315 von Jan Bogacz für die Stadt Nowy Sącz gespendet. Zwischen den Jahren 1381 und 1384 gehörten sie Zydel Lang (Longus Seydel), später ein reicher Bürger in Krakau. Bis 1412 änderten sich die Besitzer dieses Vermögens mehrmals. Seit diesem Jahr bis zu den Teilungen Polens gehörten diese fünf Dörfer zu den Prämonstratensern in Nowy Sącz.
Boguszowa wurde am 4. März 1389 als Bogusszowa erstmals urkundlich erwähnt. Der Name ist abgeleitet vom Vornamen des Urbesitzers Bogusz (< Bogusław/Bogumił).
Nach der Ersten Teilung Polens kam Boguszowa zum neuen Königreich Galizien und Lodomerien des habsburgischen Kaiserreichs (ab 1804).
1918, nach dem Ende des Ersten Weltkriegs und dem Zusammenbruch der k.u.k. Monarchie, kam Boguszowa zu Polen. Unterbrochen wurde dies durch die Besetzung Polens durch die Wehrmacht im Zweiten Weltkrieg, während der es zum Generalgouvernement gehörte.
Von 1975 bis 1998 gehörte Boguszowa zur Woiwodschaft Nowy Sącz.